# Byrsonima crassifolia
Byrsonima crassifolia, nazývaný také podle svého drobného třešním podobného ovoce nance, je nenáročný tropický a subtropický strom. Je nejznámější z více než stovky druhů které byly rozpoznány v rodu Byrsonima.

## Výskyt
Původní rozšíření tohoto druhu je v tropech a subtropech ve Střední a Jižní Americe; roste tam od Mexika až po Peru, Bolívii a Paraguay a dále v Karibiku na Antilách. Druhotně byl vysázen na jihu Spojených států a ve východní Asii na Filipínách. Daří se mu v oblastech s poměrně dlouhým obdobím sucha, křovinatých nebo stromových savanách, na kamenitých svazích horského a tropického poloopadavého listnatého lesa, v otevřených borových lesích i písečných dunách u pobřeží a na mnoha dalších místech s mělkou nebo nekvalitní, ale vždy dobře odvodněnou půdou. Po běžných požárech v savanách dobře obrůstá. Roste až do nadmořské výšky okolo 1500 m n. m., nesnáší pokles teploty pod bod mrazu.

## Popis
Je to pomalu rostoucí a co se tvaru týče dosti variabilní strom (někdy i velký keř od země rozvětvený) s nepravidelnou korunou, který dosahuje výše až do 10 m. Kmen s rozbrázděnou, odlupující se šupinatou kůrou může mít až 30 cm v průměru, někdy je krátký, křivý a jindy vysoký, štíhlý, také větve občas vyrůstají široce rozložitě a jindy kompaktně. Mladé letorosty s výraznými lenticelami jsou hustě porostlé hnědými chloupky. Vstřícně vyrůstající listy s vejčitými palisty 3 až 5 mm dlouhými mají řapíky o délce 5 až 15 mm. Listové čepele bývají dosti proměnlivé, nejčastěji jsou vejčitě eliptické až podlouhle eliptické, dlouhé 7 až 15 cm a široké 3 až 7 cm, u báze špičaté nebo tupé a na konci zaoblené nebo tupě hrotité, bývají slabě podvinuté. Jsou kožovité, se zřetelnou žilnatinou (7 až 10 žilek), celokrajné, na horní straně tmavě zelené a lesklé, na spodní v mládí nahnědlé nebo našedlé a chlupaté.
Oboupohlavné pětičetné květy na stopkách asi 1 cm dlouhých jsou široké 1,5 až 2 cm a jsou sestaveny do 5 až 15 cm dlouhých koncových hroznů. Vejčité opadavé listeny jsou velké 2 až 3 mm, stejně opadavé jsou i listence dlouhé 3 až 7 mm. Vytrvalé zelené volné kališní lístky vejčitého tvaru nesou každý po páru olejových žlázek. Korunní lístky, dlouhé asi 2 cm s nepravidelně zvlněným okrajem, jsou kopinaté a tvarem připomínají malé lžičky, bývají barvy sytě žluté která se po odkvětu mění na oranžovou.
V květu je 10 tyčinek s krátkými bělavými nitkami které jsou připojeny zespodu k podlouhlým prašníkům. Gyneceum srostlo ze tří plodolistů, svrchní vejčitý semeník je lysý, vyrůstají z něj tři čnělky zakončené šídlovitými bliznami. Strom postupně nakvétá asi po dobu 6 týdnů, podle místa růstu kvetou od listopadu do července. Opylovány jsou hmyzem, převážně včelami, které v květu místo nektaru nacházejí olejovitou tekutinu vylučovanou žlázkami kalichu.
Poživatelné, silně vonící plody na stopkách jsou žluté nebo oranžové kulovité peckovice 1 až 2 cm velké se stopami po vytrvalém kalichu. Pod měkkou slupkou je dužina, která je žlutá, mastná, měkká a těstovité konzistence, někdy sladká jindy nahořklá (podle stromu). Dužina obaluje čočkovitou pecku s 1 (v 7,5 %), se 2 (ve 21,5 %) a nejčastěji se 3 (v 71 %) semeny. Dužina je 64 %, pecka 25 % a slupka 11 % hmotnosti plodu. V semenech je 10 až 20 % oleje. (Vše průměrné hodnoty).

## Rozmnožování
Byrsonima crassifolia se rozmnožuje samovolně semeny, která rozšiřují plodožraví ptáci a kaloni. Při cíleném pěstování se vysazuji semenáčky naroubované (za kůru nebo do rozštěpu) z "kvalitních" stromů. Ihned po sklizni je schopno bez dormance vyklíčit do 20 až 45 dnů asi 20 % semen. Je zajímavé, že každé ze tří semen v jedné pecce klíčí v jinou dobu. Za šest měsíců se vysazují na stanoviště s dobrou půdou do sponu 7 × 7 m. Za dva roky se objeví prvé plody, starší roubované rostliny v dobré půdě produkují až 20 kg ovoce ročně, volně rostoucí na chudé půdě jen 7 kg.

## Význam

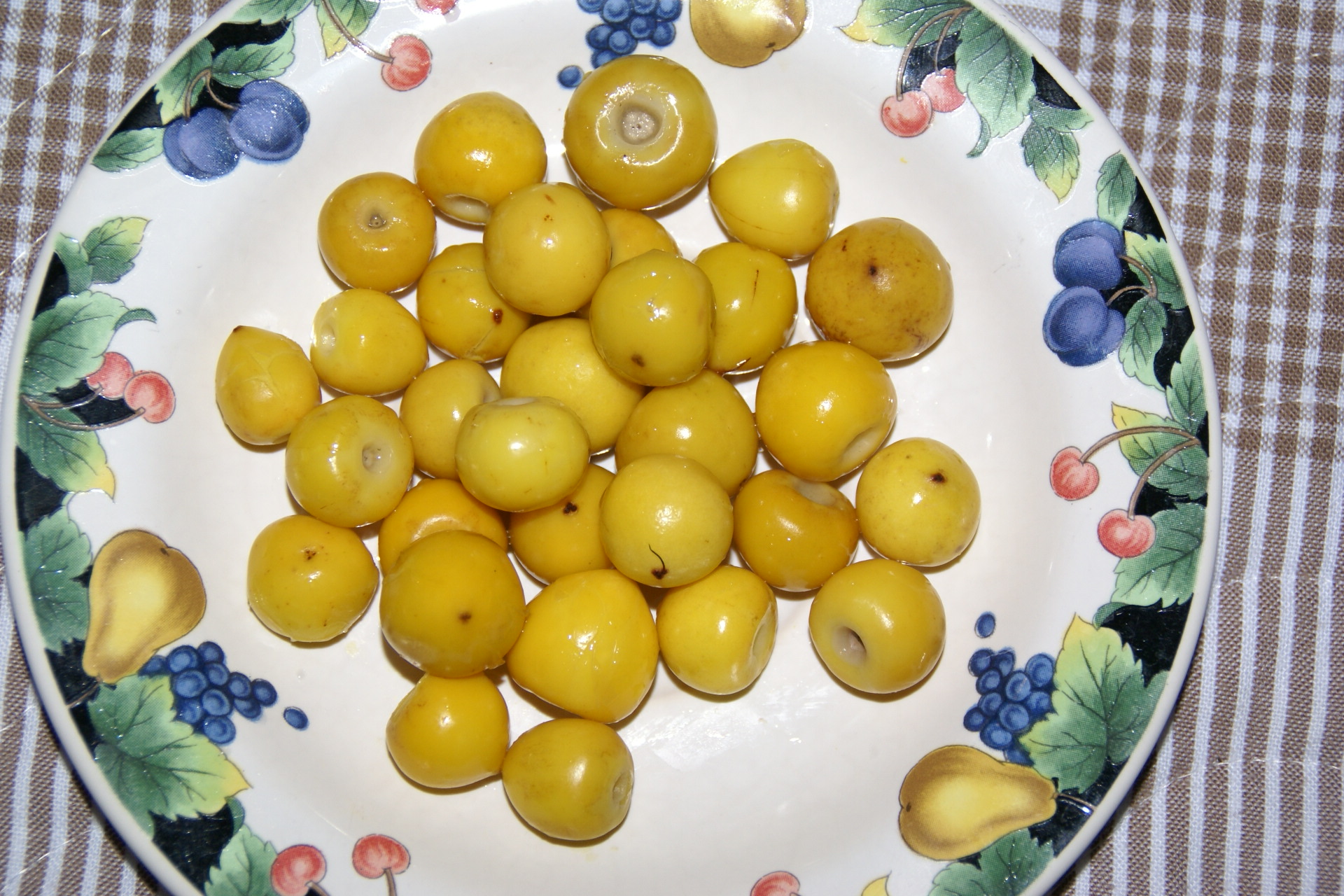
Zralé plody "nance"

Plody se spotřebovávají nejčastěji v přírodní formě jako ovoce, dále s cukrem, dělá se z nich zmrzlina, používají se na přípravu osvěžujících nápojů sycených oxidem uhličitým, nakládají se do lihu, zapékají se s drceným maniokem nebo masem, zkvašují se na alkoholický nápoj vzdáleně podobný primitivnímu pivu nebo se tento vypaluje na likér. Zralé plody brzy podléhají zkáze a sklízí se proto ne zcela zralé, kdy přechází zelená barva do žluté. Plody lze uchovat v lahvích s vodou asi 2 týdny nebo zasypané cukrem asi 6 týdnů. Trh s tímto ovocem je většinou omezen jen na oblast výskytu, v některých oblastech je prodáváno na trzích velké množství za nízkou cenu. Průmyslově se z něj začal vyrábět nápoj který je expedován v plechovkách a má roční trvanlivost. Povařením zralých plodů ve vodě se získává jedlý rostlinný tuk. Slupky plodů se používají k barvení bavlněných látek na světle hnědý odstín.
Mladým stromům seřezávají větve a používají je jako doplňkové krmivo pro dobytek, ovce i prasata. Ze stromů se získává těžké, tvrdé a pružné nevoňavé dřevo s šedivým bělem a červenohnědým jádrem. Obvykle je však k dispozici jen v malých délkách a používá se na menší konstrukce venkovských staveb a dále se z něho vyrábí nábytek, podlahy, okna, dveře a lze ho dobře soustružit. Je velmi výhřevné a mimo běžného spalování v domácnostech (má velmi příjemnou vůni) se z něj pálí dřevěné uhlí.
Místní obyvatelé tradičně používají odvaru z kůry stromu bohaté na tanin proti průjmům a zánětům ženských pohlavních orgánů, drcenou kůru na kožní nemoci i proti hadímu jedu. Klinicky byl prokázán antibakteriální účinek extraktů z kořene a kůry, působí hlavně na vybrané druhy bakterií Klebsiella, Micrococcus, Salmonella, Shigella, Staphylococcus, Staphylococcus a Streptococcus.
V některých zemích Střední Ameriky a na Floridě se Byrsonima crassifolia pěstuje v parcích jako okrasná rostlina pro dekorativní účinek svých temných žlutými květů nebo podél cest jako větrolamy. Často bývá záměrně vysazována do oblastí po požárech, kde co pionýrská rostlina má za úkol svými snadno se rozkládajícími opadanými listy kultivovat degradovanou půdu.